# Zornia piurensis
Zornia piurensis är en ärtväxtart som beskrevs av Robert H Mohlenbrock. Zornia piurensis ingår i släktet Zornia och familjen ärtväxter. Inga underarter finns listade i Catalogue of Life.